# Distretto di Palandöken
Il distretto di Palandöken (in turco Palandöken ilçesi) è uno dei distretti della provincia di Erzurum, in Turchia.

## Geografia

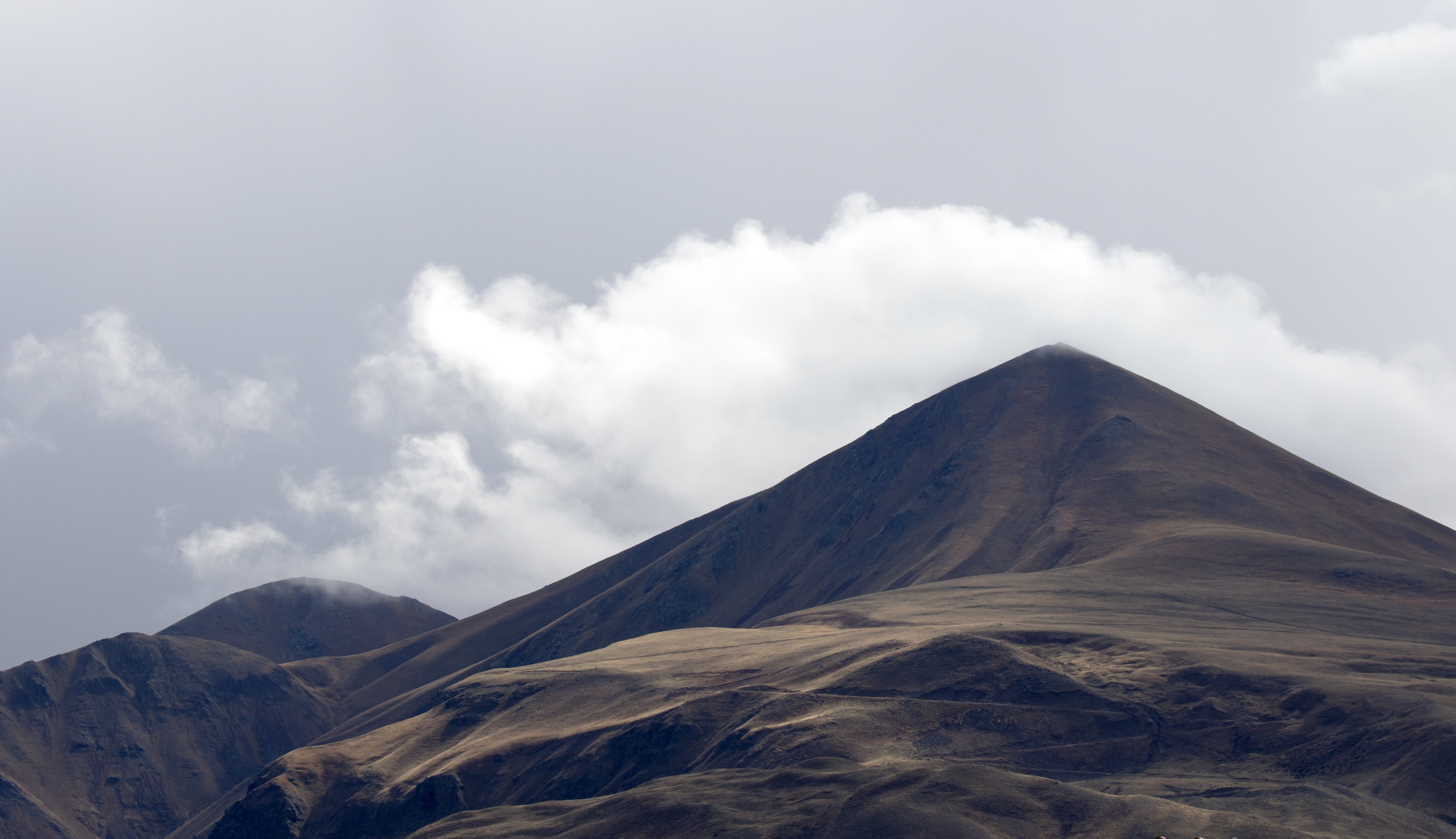
Il Palandöken Dağı.

Il distretto si estende a sud del capoluogo provinciale Erzurum e prende il nome dal Palandöken Dağı, monte alto 3271 m s.l.m..

## Trasporti e comunicazioni
Sul versante sud del Palandöken Dağı è sito il Palandöken Geçidi, raggiunto da una delle strade asfaltate più alte tra quelle situate in paesi europei.

## Sport
I centri sciistici Palandöken Kayak Merkezi (turco, Centro sciistico Palandöken in italiano) e Konaklı Kayak Merkezi (turco, Centro sciistico Konaklı in italiano) sono stati sede – assieme al trampolino di Kiremitliktepe – della XXV Universiade invernale nel 2011 e del XIII Festival olimpico invernale della gioventù europea nel 2017.